# Vall de Almonacid
Vall de Almonacid es un municipio de la Comunidad Valenciana, España, perteneciente a la provincia de Castellón, en la comarca del Alto Palancia. Cuenta con una población de 281 habitantes (INE 2024). Se trata de un municipio hispanófono, en el que el español cuenta con el predominio lingüístico reconocido legalmente.

## Geografía
La localidad se encuentra situada en la vertiente oriental de la sierra de Espadán por lo que presenta grandes desniveles aunque debido a la cercanía al mar las alturas no son excesivamente elevadas. Se encuentra situada a orillas del río Chico, afluente del Palancia. 

### Localidades limítrofes
Algimia de Almonacid, Almedíjar, Castellnovo, Gaibiel, Jérica, Matet y Navajas todas ellas en la provincia de Castellón.

### Accesos
Desde Segorbe, localidad situada a 9 km de distancia, se accede a este pueblo de la Sierra de Espadán, tomando primero la CV-200 y luego la CV-215 por la que se llega a Onda.

## Historia
La localidad, de origen musulmán, era una alquería del Castillo de Almonecir llamada Aír. Jaime I en 1238 dónó el 22 de mayo el castillo y todas sus alquerías a Berenguer de Palou, obispo de Barcelona. Más adelante, la posesión del señorío llegó a manos de Hernando Díaz, quien casó a su hija y heredera Sancha Ferrandis con Jaime Pérez de Aragón, hijo de Pedro III, para el cual había creado el señorío de Segorbe por lo que ambos señoríos quedaron unidos. Dicha unión permaneció hasta 1430 cuando Alfonso V se anexionó las posesiones de Fadrique, IV Conde de Luna debido a su traición en la guerra que había mantenido contra Castilla. En 1437, el rey vendió el castillo de Almonecir y toda la Vall de Almonacir a Vidal de Castellá. El señorío comprendía las alquerías de Aír (actual Vall de Almonacid) Algimia, Matet, Pavías y las desaparecidas Alfándega, Almedinella y Ravanosa. Posteriormente, el Señorío de Almonacir pasó a manos de Galcerán de Requesens. Su descendiente Antonio II de Cardona Anglesola, duque de Soma, Duque de Sessa, etc y barón de Almonacir, lo vendió a Dionisio de Reus quien lo donó a Juan Ximénez de Úrrea y Juana Enríquez, condes de Aranda. En 1582 se entregaba una primera carta de población a Matet y Pavías, y en 1610 los Ximénez d'Urrea la concedieron a Aír y Algimia, repoblándolas con familias aragonesas.
En 1626 fue creado el marquesado de Almonacir siendo el primer titular Antonio Ximénez de Úrrea, señor del castillo y la Vall de Almonacir y virrey de Cerdeña. Posteriormente emparentaron con las casas de Castel Rodrigo, Lumiares, Pío de Saboya, etc. hasta la abolición del feudalismo y los señoríos, que propició la separación de Algimia, Matet y Pavías de la Vall de Almonacir constituyendose en municipios independientes.

## Demografía
Vall de Almonacid cuenta con una población de 281 habitantes (INE 2024).
| Gráfica de evolución demográfica de Vall de Almonacid entre 1842 y 2021                                             |
| |
| Población de derecho según los censos de población del INE Población de hecho según los censos de población del INE |

## Economía
La agricultura ocupa un 40 % de la superficie, dedicado en su mayor parte al cultivo de secano, especialmente el olivo.
Olivos que en su mayoría sobrepasan los 200 años de edad, el cultivo se realiza en terrazas en las laderas de las montañas, son de la variedad Serrana de Espadán, autóctona de esta comarca. 
Con una producción media anual de 500.000 kg de olivas que se transforman en aceite en la Cooperativa agraria AYR, sita en el mismo pueblo.
Este aceite de oliva virgen extra, afamado desde hace siglos por su sabor suave, aroma afrutado y baja acidez (inferior a 0,2.º) es envasado y comercializado en la misma Cooperativa http://www.aceiteayr.com Representa el único cultivo de secano con cierta rentabilidad económica.
Hasta hace pocos años se fabricaban artesanalmente horcas y mangos de madera de almez para diversas herramientas, así como telares de cañizo.

## Administración y política
| Periodo   | Nombre                    | Partido   |
| --------- | ------------------------- | --------- |
| 1979-1983 | José Pérez Torres         | UCD       |
| 1983-1987 | Victorino Vicente         | PSPV-PSOE |
| 1987-1991 | Jesús Sebastián Blay      | CDS       |
| 1991-1995 | Jesús Sebastián Blay      | CDS       |
| 1995-1999 | José Manuel Pérez Blay    | PP        |
| 1999-2003 | José Manuel Pérez Blay    | PP        |
| 2003-2007 | Antonio José Cases Mollar | PP        |
| 2007-2011 | Antonio José Cases Mollar | PP        |
| 2011-2015 | Antonio José Cases Mollar | PP        |
| 2015-2019 | Antonio José Cases Mollar | PP        |
| 2019-2023 | Antonio José Cases Mollar | PP        |
| 2023-act. | Antonio José Cases Mollar | PP        |

## Patrimonio

### Religioso

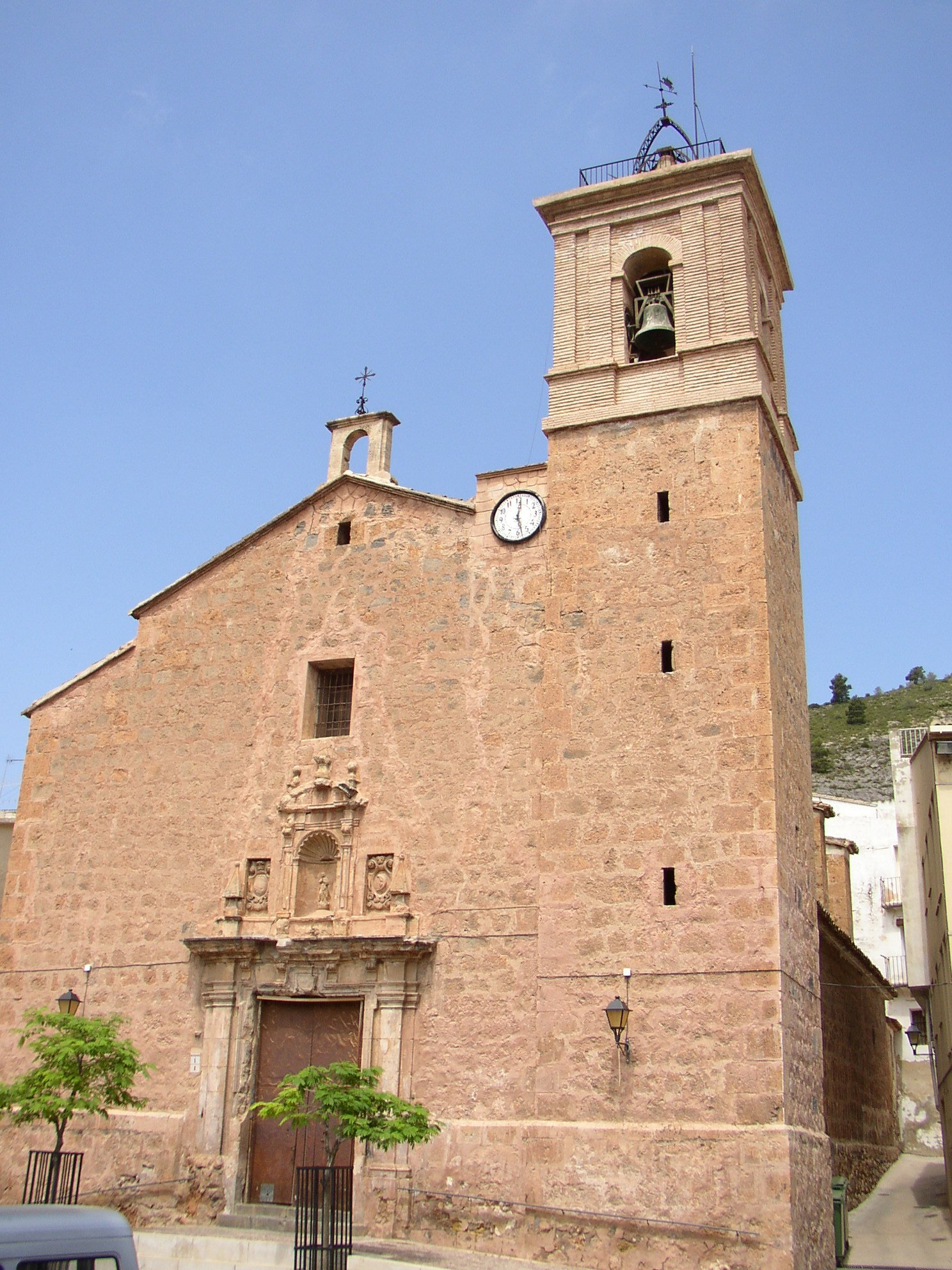
Iglesia Parroquial

- Iglesia Parroquial Consagrada en honor a la patrona del pueblo, la Inmaculada Concepción. Destacan su campanario, sus imágenes y el retablo de San Valero (Gótico).

### Civil

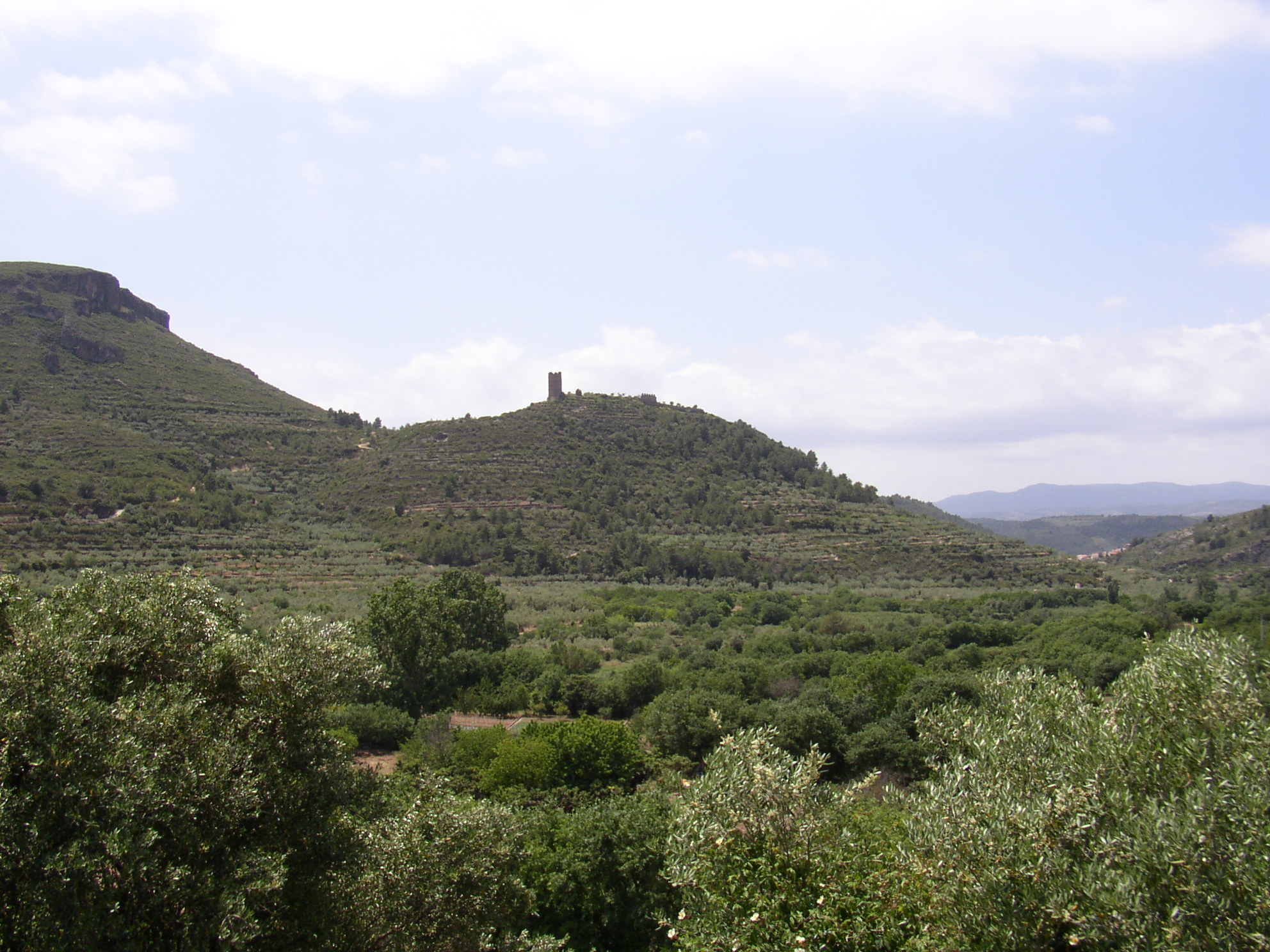
Castillo de Almonecir

- Castillo de Almonecir Este castillo situado en las cercanías de Vall de Almonacid es de origen musulmán. Es el único caso en la Comunidad Valenciana de ribat (monasterio musulmán fortificado) en el que residían los Murábitin, monjes guerreros.

Ejercía su influencia sobre una vasta zona que incluía los municipios de Algimia de Almonacid, Matet, Pavías y la propia Vall de Almonacid porque estas carecían de castillo propio, pero dejó de ejercer sus funciones militares en el siglo XVI.
Aunque parece de planta irregular debido a lo accidentado del terreno, reconstrucciones sobre el papel y fotografías aéreas han demostrado que la planta del castillo era rectangular. A pesar de que su estado es ruinoso se conservan grandes lienzos de la muralla de los dos recintos existentes así como diversos elementos auxiliares. Pero por encima de todo lo que destaca es la torre del homenaje, de cuatro alturas.
- Casa palacio Construida en el siglo XVI, substituyó las funciones de administración y gobierno del castillo.

## Fiestas
- San Gil. Se celebra el 1 de septiembre.
- San Pedro. Tiene lugar el día 29 de junio.
- Las fiestas patronales se celebran el 8 de diciembre en honor de la Inmaculada Concepción.
- Son muy celebradas las fiestas de la primera quincena de agosto en honor de la Pastora, los Dolores y el Cristo.

## Lugares de interés
- Fuente de Lentisco. Muy popular debido a las propiedades diuréticas que se le atribuyen a sus aguas.
- Fuente Larga. Situada en un paraje agradable en terreno agrícola, se llega por un camino rodeado de huertos de perales y cerezos, lo cual embellece y hace muy agradable el paseo hasta la fuente.
- Fuente de la Rodana.
- Fuente de las Balsillas.
- Fuente, balsa y acueducto de Anchoy.
- Trincheras de la GCE en la Costalata, Arapiel, el Monje Ramos, entre otras.
- Construcciones de piedra en seco.